# (797) Montana
(797) Montana es un asteroide perteneciente al cinturón de asteroides descubierto por Holger Thiele desde el observatorio de Hamburgo-Bergedorf, Alemania, el 17 de noviembre de 1914.

## Designación y nombre
Montana fue designado inicialmente como 1914 VR.
Posteriormente, se nombró así por la ciudad alemana de Bergedorf.

## Características orbitales
Montana está situado a una distancia media del Sol de 2,535 ua, pudiendo alejarse hasta 2,69 ua. Su inclinación orbital es 4,509° y la excentricidad 0,06091. Emplea 1475 días en completar una órbita alrededor del Sol.